# Angelika Bartram
Angelika Bartram (* 1952) ist eine deutsche Schauspielerin, Regisseurin und Autorin.

## Leben und Wirken
Angelika Bartram hat 1974 das Kindertheater Ömmes & Oimel mitgegründet und es mit den Inszenierungen ihrer eigenen Stücke zu einer anerkannten Institution werden lassen.
Seit Mitte der 1980er Jahre hat sie sich mit witzig-phantastischer Unterhaltung in Theater, Hörfunk und Fernsehen einen Namen gemacht. Ihre Kindertheaterstücke und Komödien werden an vielen Theatern gespielt. In den letzten Jahren hat sie das Phantastische Erzähltheater entwickelt, um den Zauber des Vorlesens und die Magie des Erzählens neu zu beleben. Im Phantastischen Erzähltheater werden die Geschichten, die Angelika Bartram auch geschrieben hat, lebendig dargestellt. Ihr Kinderbuch „Lilli oder die Reise zum Wind“ ist im Rowohlt-Verlag erschienen, ihre Theaterstücke im VVB-Verlag, Norderstedt. Zusammen mit Jan-Uwe Rogge hat sie die Kinderbücher „Kleine Helden – großer Mut“, „Kleine Helden – Riesenwut“ und „Kleine Helden – dicke Freunde“ verfasst. Die Autoren haben ihre Bücher auch als Hörbuch auf CD eingelesen (erschienen im Jumbo-Verlag). Gemeinsam mit Jan-Uwe Rogge arbeitet Angelika Bartram an einem Schelmenroman über Erziehung. Bartram schrieb das Buch für das 2010 uraufgeführte Popmusical Cinderella.